# Koji Nakata
Koji Nakata (Prefectura de Shiga, Japó, 9 de juliol de 1979) és un futbolista japonès.

## Selecció japonesa
Koji Nakata va disputar 57 partits amb la selecció japonesa.